# Ivyann Schwan
Ivyann Schwan (Seattle, 14 novembre 1983) è un'attrice e cantante statunitense.

## Biografia
Nasce a Seattle, Washington. La madre Donna, che le fa da manager durante la carriera giovanile, è una persona estremamente religiosa, tanto da rinunciare a portare la figlia ad un'audizione per il ruolo di Claudia nel film Intervista col vampiro, ruolo poi andato a Kirsten Dunst.

### Carriera

#### Cinema
Ha fatto il suo debutto cinematografico a 5 anni interpretando un ruolo minore in Parenti, amici e tanti guai ma il suo ruolo di maggior rilievo è quello di Trixie Young in Piccola peste torna a far danni. Ha avuto delle piccole parti in produzioni come Miracolo nella 34ª strada e Tutti insieme appassionatamente. Ha co-narrato in uno speciale di beneficenza di due ore e ha tenuto un concerto per New Kids on the Block.
Durante una reunion del cast di Parenti, amici e tanti guai nel 2012, Ivyann ha rivelato che ora è madre con un "piccolo in giro a casa."

#### Televisione
Nel 1994 fa la sua interpretazione nella serie televisiva Bill Nye, the Science Guy interpretando Ivyanne e poco tempo dopo, nel 2000 ha fatto una apparizione al Jenny Jones Show.

#### Musica
Lavora con Fred Frank nel suo Roadshow Music Corporation, una società con all'attivo un disco d'oro e di platino. Un punto culminante della sua carriera di cantante da quando è stata invitata a cantare l'inno nazionale in una partita in casa dei Seattle SuperSonics. Ha pubblicato il suo primo album nel 2000 dal titolo Daisies.

## Filmografia

### Cinema
- Parenti, amici e tanti guai (Parenthood), regia di Ron Howard (1989)
- Piccola peste torna a far danni (Problem Child 2), regia di Brian Levant (1991)

### Televisione
- Fra nonni e nipoti (Parenthood) - serie TV (1990-1991), 12 episodi
- Bill Nye, the Science Guy - serie TV (1994), 1 episodio
- Jenny Jones - Talk-Show (2000), 1 puntata

### Serie animate
- Un alveare d'avventure per l'ape Magà (Honeybee Hutch) - riedizione (1995)

## Doppiatrici italiane
Nelle versioni in italiano dei suoi lavori, Ivyann Schwan è stato doppiata da:
- Perla Liberatori in Piccola peste torna a far danni[2]
- Elisabetta Spinelli in Un alveare d'avventure per l'ape Magà

## Discografia

### Album
- Daises (2000)

## Riconoscimenti
- Nomination agli Young Artist Awards 1992: Miglior attrice giovane per Piccola peste torna a far danni
- Nomination agli Young Artist Awards 1994: Miglior attrice 10 anni o meno per Piccola peste torna a far danni